# Liste der Naturdenkmale im Amt Schwaan
Die Liste der Naturdenkmale im Amt Schwaan nennt die Naturdenkmale im Amt Schwaan im Landkreis Rostock in Mecklenburg-Vorpommern.

## Benitz
| Bild | Nr.         | Bezeichnung                       | Standort                          | Beschreibung                 | Schutzzweck | Verordnung                                                      |
| ---- | ----------- | --------------------------------- | --------------------------------- | ---------------------------- | ----------- | --------------------------------------------------------------- |
| BW   | fnd_dbr_064 | Kiesgrube Benitz                  | (53° 58′ 22,1″ N, 12° 7′ 9,5″ O)  | Fläche 9,50 ha               |             | Beschluss des Rates des Kreises Bützow vom 25.04.????           |
| BW   | fnd_dbr_063 | Überschwemmungsfläche Broockhusen | (53° 58′ 27,1″ N, 12° 4′ 46,6″ O) | Fläche 2,00 ha. NSG Brooksee |             | Beschluss des Rates des Kreises Bützow Nr. 81/86 vom 16.04.1986 |

## Bröbberow
| Bild | Nr. | Bezeichnung | Standort                                                                   | Beschreibung | Schutzzweck | Verordnung                                                                                   |
| ---- | --- | ----------- | -------------------------------------------------------------------------- | ------------ | ----------- | -------------------------------------------------------------------------------------------- |
| BW   |     | Eiche       | Bröbberow Hauptstraße / Schwaaner Landweg (53° 57′ 46,9″ N, 12° 3′ 7,6″ O) |              |             | 7. Nachtragsverordnung zur Sicherung von Naturdenkmalen im Kreise Rostock - Land, 26.08.1943 |

## Kassow
In diesem Ort sind keine Naturdenkmale bekannt.

## Rukieten
In diesem Ort sind keine Naturdenkmale bekannt.

## Schwaan
| Bild | Nr.         | Bezeichnung                   | Standort                                              | Beschreibung   | Schutzzweck | Verordnung                                                                                   |
| ---- | ----------- | ----------------------------- | ----------------------------------------------------- | -------------- | ----------- | -------------------------------------------------------------------------------------------- |
| BW   |             | 1 Eiche                       | Letschow Dorfstraße (53° 56′ 28,6″ N, 12° 2′ 53,7″ O) |                |             | VO über die Sicherung von Naturdenkmalen im Kreis Güstrow, 02.08.1937                        |
| BW   |             | Eiche                         | Tatschow (53° 55′ 25,2″ N, 12° 0′ 36,4″ O)            |                |             | 7. Nachtragsverordnung zur Sicherung von Naturdenkmalen im Kreise Rostock - Land, 26.08.1943 |
| BW   | fnd_dbr_065 | Schwaaner Buttermoor          | (53° 57′ 34,6″ N, 12° 5′ 10,3″ O)                     |                |             | Beschreibung = Fläche 2,50 ha                                                                |
| BW   | fnd_dbr_066 | Seewiese                      | (53° 55′ 31,1″ N, 12° 1′ 9,8″ O)                      | Fläche 2,00 ha |             | Beschluss des Rates des Kreises Bützow Nr. 81/86 vom 16.04.1986                              |
| BW   | fnd_dbr_085 | Friedrichshöfer Karpfenteiche | (53° 55′ 22,4″ N, 12° 1′ 26″ O)                       | Fläche 2,50 ha |             | Beschluss des Rates des Kreises Bützow Nr. 81/86 vom 16.04.1986                              |

## Vorbeck
In diesem Ort sind keine Naturdenkmale bekannt.

## Wiendorf
| Bild | Nr.         | Bezeichnung               | Standort                                                 | Beschreibung   | Schutzzweck | Verordnung                                            |
| ---- | ----------- | ------------------------- | -------------------------------------------------------- | -------------- | ----------- | ----------------------------------------------------- |
| BW   | fnd_dbr_068 | Wiendorfer Pappelwäldchen | Neu Wiendorf Pappelweg (53° 56′ 49,2″ N, 12° 7′ 55,2″ O) | Fläche 1,75 ha |             | Beschluss des Rates des Kreises Bützow vom 25.04.???? |